# Medición eléctrica
La medición de energía eléctrica es la técnica que permite determinar el consumo de energía de un circuito eléctrico.
La medición eléctrica comercial se lleva a cabo mediante el uso de un medidor o contador eléctrico. Los parámetros que se miden en una instalación generalmente son el consumo en kilovatios-hora, la demanda máxima, la demanda base, la demanda intermedia, la demanda pico, el Factor de potencia y en casos especiales la aportación de Ruido eléctrico o componentes armónicos a la red de la instalación o servicio medido.
La tecnología utilizada en el proceso de medición eléctrica debe permitir determinar el costo de la energía que el usuario consume de acuerdo a las políticas de precio de la empresa distribuidora de energía, considerando que la energía eléctrica tiene costos de producción diferentes dependiendo de la región, época del año, horario del consumo, hábitos y necesidades del usuario.

## Unidad utilizada
Se utiliza el kilovatio hora (kW⋅h), que es una unidad fuera del Sistema Internacional de Unidades, que resulta de la energía consumida a lo largo de una hora por un elemento que trabaja a una potencia es de 1 kW.
Como 1 kW equivale a 1000 W, y 1 hora equivale a 3600 segundos, podemos deducir entonces que un consumo de 1 kW⋅h, expresado en unidades SI, equivale a 3.6 × 10 6 J, es decir: 3 600 000 julios.
- Datos: Q6008737